# Bischofswiesen
Bischofswiesen este o comună aflată în districtul Berchtesgadener Land, landul Bavaria, Germania.